# 武良竜也
武良 竜也（むら りゅうや、1996年7月3日 - ）は、日本の元男子競泳選手。専門種目は平泳ぎ。鳥取県米子市出身。2020年東京オリンピック競泳日本代表。

## 経歴
米子市立河崎小学校、米子市立加茂中学校、米子北高等学校、日本体育大学出身。
2021年日本選手権兼東京オリンピック選考会では200m平泳ぎで派遣標準記録を突破し、日本記録保持者の渡辺一平を抑えて2位に入り、オリンピック日本代表に選出された。
五輪初出場となった2020年東京オリンピックでは男子100m平泳ぎ準決勝に出場したが、タイム59秒82で全体で13位タイとなり決勝には進めなかった。男子200m平泳ぎでは決勝に進み、2分8秒42で7位入賞となった。